# Arnold Joseph Blaes
Arnold Joseph Blaes (Brussel·les, 1814 - 11 de gener de 1892) fou un clarinetista belga. Fou deixeble de Bachman al conservatori de la seva ciutat natal. Des de 1834 viatjà per diversos països europeus donant concerts i assolí grans èxits, especialment a París. De tornada al seu país, fou nomenat professor honorari del conservatori; passà altra volta per París el 1839, fent alguns concerts; la Societat de Concerts premià el seu mèrit concedint-li una medalla d'or. Succeí al seu mestre en la classe de clarinet del Conservatori de Música de Brussel·les (1843), el que no li impedí seguir viatjant, com a concertista, pels Països Baixos, Suïssa i Alemanya.